# كين جونسون
كين جونسون (بالإنجليزية: Ken Johnson)‏ (15 فبراير 1931 المملكة المتحدة - 29 ديسمبر 2011) هو لاعب كرة قدم بريطاني.